# Адриан (ураган)
Адриан — тропический циклон, сформировавшийся 17 мая 2005 года. Первый из тихоокеанских штормов 2005, возникший на 2 дня позже открытия сезона. 19 мая обрушился на Сальвадор, через день — на Гондурас, жертвы были и в Гватемале.
Официальные власти Сальвадора сообщали, что от 14 до 20 тыс. человек лишились крова, президент Антонио Сака в обращении 19 мая назвал стихию «важнейшим событием для сальвадорцев».
Ураганы подобной силы возникали в 1966, 1997 и 1998 годах.